# The Damning Well
The Damning Well était un supergroupe de rock regroupant Wes Borland (de Limp Bizkit) à la guitare électrique, Danny Lohner (de Nine Inch Nails) à la basse, Richard Patrick (de Filter et de Army of Anyone) au chant ainsi que Josh Freese (A Perfect Circle, Suicidal Tendencies, The Vandals, Guns N' Roses) à la batterie. Le groupe n'a sorti qu'une seule chanson, Awakening pour le compte de la bande originale du film Underworld en 2003, quand bien même de quoi faire un album entier aurait été enregistré avec le producteur Terry Date.
Borland, Freese et Lohner ont créé par la suite un autre groupe, Black Light Burns.  Il est souvent considéré comme le groupe successeur de Damning Well de par l'atmosphère de leur premier album, notamment dans la chanson Coward qui reprend des éléments de rythme du générique final de Underworld.

## Musique publiée par The Damning Well
| Chanson     | Durée | Bande originale   | Piste |
| ----------- | ----- | ----------------- | ----- |
| "Awakening" | 4:15  | Underworld (2003) | 1     |

- (en) Cet article est partiellement ou en totalité issu de l’article de Wikipédia en anglais intitulé « The Damning Well » (voir la liste des auteurs).